# Paseo Ribereño González Gattone
El Paseo Ribereño González Gattone es un espacio verde de la ciudad de Pergamino, en el norte de la provincia de Buenos Aires, Argentina.

## Características
Es una angosta franja de 5.500 metros de largo, a ambas márgenes del Arroyo Pergamino, que es cruzado por tres puentes vehiculares y dos pasarelas peatonales, en diferentes puntos del recorrido. Posee abundante forestación y un diseño pensado para recorridos aeróbicos.
Su nombre recuerda al poeta pergaminense Alejandro González Gattone.